# Bernard (biskup płocki)
Bernard (żył w XIV wieku) – biskup Milkowa w latach 1353–1357, biskup płocki w latach 1357–1363, dominikanin, spowiednik papieża Innocentego VI.
Rodzina Bernarda pochodziła z Mazowsza. Jego ojciec podczas najazdu litewskiego bądź tatarskiego dopuścił się zdrady i przyczynił się do zdobycia przez najeźdźców Sandomierza, za co został skazany wraz z rodziną (do trzeciego pokolenia) na banicję.
Bernard wstąpił do zakonu dominikanów i został spowiednikiem papieża Innocentego VI. Został przez niego prekonizowany 12 lutego 1353 biskupem misyjnym w Milkowie na Wołoszczyźnie. W wyniku śmierci biskupa płockiego Klemensa Pierzchały we wrześniu 1357 został mianowany 11 października tego roku przez Innocentego, mocą przysługującego mu prawa rezerwacji, tj. zastrzeżenia wyboru ze strony papieża według własnego uznania, jego następcą wbrew woli tamtejszej kapituły katedralnej i króla Polski Kazimierza III Wielkiego.
Wydaje się, że Bernard nie od razu pojawił się w diecezji płockiej. Jeszcze w 1360 przebywał na terenach zakonu krzyżackiego, skąd bezskutecznie (wobec nieprzejednanego stanowiska króla Kazimierza) starał się porozumieć z kapitułą i wybranym przez nią, a popieranym przez króla Polski, biskupem elektem Imisławem Wrońskim. Wobec niepowodzenia tych pertraktacji Bernard zdecydował się na określone cenzury kościelne (klątwę oraz interdykt). Do tego czasu Bernard nie spotkał się z Kazimierzem Wielkim i nie stawił się w swojej diecezji, nie wysyłając nawet zastępcy. Dodatkowo wyszło na jaw, że celowo zaniżył wartość rocznych dochodów biskupstwa płockiego (Stolicy Apostolskiej wycenił je na ok. 300 florenów, podczas gdy szacowany dochód wynosił ok. 6000-8000 florenów), czym naraził się papiestwu, które miało prawo do jednorocznego dochodu z okazji obsady biskupstwa.
W 1360 w wyniku supliki Kazimierza Wielkiego, w której podnosił on sprawę banicji ojca Bernarda oraz zwracał uwagę na jej przyczynę, Innocenty VI nakazał jednemu z kardynałów rozpoznanie sprawy biskupa, a ówczesnemu arcybiskupowi gnieźnieńskiemu Jarosławowi z Bogorii i Skotnik pozwanie Bernarda przed sąd papieski w terminie do trzech miesięcy. Dodatkowo papież zabronił biskupowi płockiemu rzucania kolejnych cenzur kościelnych oraz zawiesił te już przez niego nałożone na czas pięciu miesięcy. Ostateczne rozwiązanie kwestii Bernarda nastąpiło w wyniku pozbawienia go godności biskupiej jeszcze przed śmiercią papieża 12 września 1362 przez Innocentego VI.
Interdykt i klątwa nałożone przez Bernarda zostały anulowane w kwietniu 1363 przez arcybiskupa gnieźnieńskiego Jarosława na polecenie już nowego papieża Urbana V. Zaś 13 października tegoż roku arcybiskup praski Arnoszt z Pardubic rozpoczął zakończone sukcesem rozmowy z Imisławem Wrońskim, biskupem obranym przez kapitułę katedralną.